# Schwarzer Stachelkäfer
Der Schwarze Stachelkäfer (Hispa atra) ist ein Käfer aus der Familie der Blattkäfer und der Unterfamilie der Schildkäfer (Cassidinae). Sie ist die einzige Art der Tribus Hispini, die auch in Mitteleuropa vorkommt.

## Merkmale
Die mattschwarzen Käfer sind 3–4 mm lang. Der Halsschild, die Flügeldecken sowie das erste Fühlerglied sind dornenbewehrt. In Mitteleuropa ist die Art unverwechselbar.

## Verbreitung
Die Art ist in Mitteleuropa weit verbreitet. Ihr Vorkommen reicht im Norden bis nach Dänemark und Südschweden. Im Süden reicht das Verbreitungsgebiet bis nach Nordafrika, im Osten über den Nahen Osten und Zentralasien bis nach China. Auf den Britischen Inseln ist Hispa atra nicht vertreten.

## Lebensweise
Die adulten Käfer beobachtet man zwischen April und September. Sie bevorzugen als Lebensraum trockene Standorte. Die Larven minieren an Blättern verschiedener Grasarten, insbesondere an Rispengräsern (Poa) und an Quecken (Elymus). Im Mittelmeerraum gibt es eine verwandte Art, den Braunen Stachelkäfer (Dicladispa testacea).

## Systematik
Die Tribus Hispini, zu der der Schwarze Stachelkäfer gehört, wurde bis vor kurzem noch als eigenständige Unterfamilie Hispinae geführt, aber später in die Unterfamilie der Schildkäfer integriert. Mehr als die Hälfte der Arten dieser Unterfamilie werden zu den Hispini gezählt. Sie unterscheiden sich von den anderen Schildkäfern hauptsächlich durch die minierende Lebensweise ihrer Larven.

## Taxonomie
In der Literatur finden sich folgende Synonyme:
- Hispa algira Motschulsky, 1860
- Hispa aptera Motschulsky, 1860
- Hispa balbii Donckier, 1890
- Hispa cariosa Reiche & Saulcy, 1858
- Hispa minuta Balbi, 1892
- Hispella atra (Linnaeus, 1767)